# Vasily Nesterovich Savvin
Vasily Nestorovich Savvin (tiếng Nga: Василий Нестерович Саввин; 30 tháng 4 năm 1939 - 24 tháng 2 năm 2020) là một sĩ quan quân đội Liên Xô và sau này là sĩ quan quân đội Nga, từng giữ một số chức vụ trong Lực lượng hiến binh của đất nước, ông đạt cấp bậc thượng tướng. Sự nghiệp của Savvin lên đến đỉnh cao khi ông chỉ huy Quân đội nội vụ Liên Xô, và trở thành chỉ huy cuối cùng của họ, và sau đó trở thành chỉ huy đầu tiên của tổ chức quân sự kế nhiệm họ, Quân đội nội vụ Nga.
Sự nghiệp Savvin trong Bộ Nội vụ bắt đầu khi ông tham gia quân nội vụ năm 1956, sau đó tốt nghiệp loại ưu từ trường quân sự của Bộ, ông thăng dần qua các cấp bậc chỉ huy trung đội, đại đội và sau đó tiểu đoàn. Ông được chuyển đến công tác ở vùng cực bắc vào năm 1969, phục vụ tại Murmansk trong vai trò tham mưu, đưa ông từ tham mưu trưởng rồi đảm nhiệm vai trò chỉ huy các trung đoàn và sau đó là sư đoàn, lúc đầu ở Bắc Cực và sau đó ở Siberia. Cuối cùng, ông trở thành người đứng đầu Ban Nội chính của Siberia, rồi sau đó là người đứng đầu Ban Nội chính Tây Bắc và các nước Baltic, trước khi được bổ nhiệm làm chỉ huy toàn bộ lực lượng nội vụ của MVD vào tháng 9 năm 1991. Trong chức vụ này, ông đã chứng kiến sự tan rã của Liên Xô, cũng như sự cải tổ của tổ chức thuộc Liên Xô cũ chuyển sang thành Quân đội nội vụ của Nga vào tháng 1 năm 1992. Ông giữ chức vụ này cho đến khi nghỉ hưu vào năm 1993, sau đó ông định cư tại Sankt-Peterburg và qua đời ở đây năm 2020.

## Thiếu thời và phục vụ trong quân đội
Savvin sinh ra và lớn lên trong một gia đình nông dân vào ngày 30 tháng 4 năm 1939 tại Dobrino, huyện Liskinsky, ở tỉnh Voronezh Oblast, lúc đó là một phần lãnh thổ của Nga Xô viết, thuộc Liên Xô. Cha của ông thiệt mạng ngoài mặt trận vào năm 1941 khi đang chiến đấu chống lại cuộc xâm lược của phe Trục vào Liên Xô. Sau bảy năm đi học, ông làm việc một thời gian trong một trang trại hợp tác xã, ông hoàn thành việc học của mình với các lớp học buổi tối.
Savvin tham gia làm lính cho một bộ phận của Bộ Nội vụ vào năm 1956. Ông học tại Trường Quân sự SM Kirov Ordzhonikidze của Bộ Nội vụ, tốt nghiệp loại xuất sắc năm 1959. Đầu tiên ông được giao chỉ huy một trung đội và sau đó là một đại đội ở Riga. Ông trở thành đảng viên Đảng Cộng sản Liên Xô năm 1961 và đăng ký làm sinh viên Học viện Quân sự MV Frunze năm 1964. Sau khi tốt nghiệp loại ưu vào năm 1967, ông được bổ nhiệm chỉ huy một tiểu đoàn ở Leningrad.

## Tham mưu và các vị trí cấp cao
Năm 1969, Savvin được chuyển công tác đến vùng Bắc Cực thuộc địa phận Liên Xô, trở thành tham mưu trưởng trung đoàn hộ tống số 590 thuộc sư đoàn hộ tống số 44 của Bộ Nội vụ, có trụ sở tại Murmansk. Ông trở thành chỉ huy trung đoàn vào năm 1972, và sau đó là tham mưu trưởng sư đoàn hộ tống của MVD ở Siberia vào năm 1975. Được thăng chức lên trung đoàn trưởng năm 1979, ông trở thành Chánh văn phòng Ban Nội chính Tây Siberia của Bộ, và năm 1984 trở thành người đứng đầu ban giám đốc. Ông được thăng cấp thiếu tướng vào năm 1983, và vào năm 1987, ông chuyển sang làm Trưởng Ban Nội chính Tây Bắc và các nước Baltic. Khi giữ chức vụ này, ông được thăng cấp trung tướng vào năm 1988.
Vào ngày 21 tháng 9 năm 1991, Savvin được bổ nhiệm làm chỉ huy trưởng toàn bộ lực lượng nội vụ của Bộ nội vụ. Ông giữ chức vụ này trong thời gian Liên Xô giải thể vào cuối năm 1991, và trong thời gian chuyển đổi các lực lượng Liên Xô cũ sang Lực lượng Nội vụ của Nga vào ngày 23 tháng 1 năm 1992. Vì vậy, ông trở thành người đứng đầu cuối cùng của Lực lượng Nội vụ Liên Xô và là người đứng đầu đầu tiên của Lực lượng Nội vụ Nga. Ông vẫn nắm quyền chỉ huy cho đến ngày 23 tháng 12 năm 1992. Ông nghỉ hưu từ ngày 24 tháng 8 năm 1993, được thăng cấp thượng tướng vào năm 1991. Khi nghỉ hưu, ông định cư ở Sankt-Peterburg, giai đoạn này ông thường xuyên giúp tổ chức hỗ trợ gia đình của các quân nhân đã qua đời.

## Qua đời và vinh danh
Savvin qua đời tại Sankt-Peterburg vào ngày 24 tháng 2 năm 2020 ở tuổi 80. Tướng quân đội Viktor Vasilyevich Zolotov, Tư lệnh Lực lượng Vệ binh Quốc gia Nga, tổ chức kế nhiệm của Lực lượng Nội vụ đã gửi lời chia buồn và phát biểu rằng "Vasily Nesterovich là một người dũng cảm, ý chí mạnh mẽ, một sĩ quan Nga thực sự đã cống hiến cả đời mình để phục vụ Tổ quốc và củng cố nền an ninh quốc gia của đất nước. Ông ấy luôn đương đầu với công việc một cách danh dự, trong những tình huống khẩn cấp khó khăn nhất ông ấy đã thể hiện một bản lĩnh vững vàng và sẵn sàng giúp đỡ." Savvin được chôn cất tại Nghĩa trang Serafimovskoe của Sankt-Peterburg vào ngày 28 tháng 2.
Trong suốt sự nghiệp của mình, ông đã được tặng thưởng Huân chương Sao Đỏ và Huân chương "Vì Tổ quốc trong Lực lượng vũ trang Liên Xô" hạng Ba, cũng như nhiều huân chương khác nhau.